# Paul Ryan
Paul Davis Ryan (Janesville, 29 de janeiro de 1970) é um político norte-americano eleito por sete vezes consecutivas para a Câmara de Representantes dos Estados Unidos do Congresso americano pelo estado do Wisconsin. Em 2012, concorreu como candidato a vice-presidente dos Estados Unidos pelo seu partido na chapa encabeçada por Mitt Romney, mas eles acabaram sendo derrotados nas urnas para Barack Obama, que tentava a reeleição.

## Biografia
É filho mais novo de Elizabeth A. "Betty" Hutter e Paul Murray Ryan, advogado. Tem origens irlandesas, inglesas e alemãs. O seu bisavô Patrick William Ryan (1858–1917) fundou a empresa construtora Ryan Incorporated Central em 1884.
Ryan estudou na Universidade de Miami em Oxford, Ohio; frequentemente discutia as ideias de Milton Friedman e Friedrich Hayek, e a obra de Ayn Rand. Trabalhou como estagiário no escritório do senador Bob Kasten do Wisconsin; também trabalhou como voluntário na campanha do congressista John Boehner. Ryan obteve o grau B.A. em economia e ciências políticas em 1992.
Filiado no Partido Republicano, desde 1999, foi congressista pelo seu estado natal por vinte anos. Presidiu o Comité de Orçamento da Câmara dos Representantes dos Estados Unidos; tem a fama de ser um conservador fiscal, e protagonizou vários debates em matéria orçamental. É um dos autores das propostas The Path to Prosperity: Restoring America's Promise e The Path to Prosperity: A Blueprint for American Renewal, de modo que se costuma falar do "Orçamento de Ryan" ou do "Plano Ryan". Entre outras propostas, insiste em reformar o sistema Medicare e cortar o Medicaid.
Em agosto de 2012 foi escolhido por Mitt Romney como seu vice-presidente para as eleições presidenciais, mas perderam nas urnas.
Em outubro de 2015 assumiu o posto de Presidente da Câmara dos Representantes. Sendo reeleito para um segundo mandato.
Em abril de 2018, Ryan afirmou em coletiva de imprensa que ele não buscaria se reeleger para o cargo de congressista nas eleições legislativas daquele ano, citando como motivo seu desejo de ficar mais tempo com a família.